# A Child of the Ghetto
A Child of the Ghetto è un cortometraggio muto del 1910 diretto da David W. Griffith.
Dopo aver collaborato nel 1908 come attore e sceneggiatore alla realizzazione di Old Isaac, the Pawnbroker di Wallace McCutcheon ed aver diretto egli stesso Romance of a Jewess (1908), il regista D.W. Griffith torna ancora una volta a interessarsi della vita degli immigranti ebrei a New York. Il film include riprese del quartiere ebraico di New York. Come negli altri cortometraggi colpisce l'assenza di qualsiasi elemento antisemitico; anche il tema del matrimonio misto non è trattato come problematico.

## Trama
Dopo la morte della madre, la giovane Ruth trova un lavoro sottopagato in una fabbrica di confezioni. Un giorno porta al suo capo le camicie che ha confezionato a casa e che le saranno pagate con un magro salario. Nello stesso momento, il figlio debosciato del proprietario sta chiedendo al padre del denaro che però gli viene rifiutato. Lui, allora, mentre il padre è distratto nell'esaminare il lavoro di Ruth, ruba del denaro dall'ufficio, lasciando delle prove che accuseranno del furto la ragazza. Ruth, rendendosi conto che, davanti a quelle prove, nessuno le presterà fede, decide di scappare. Ma non può tornare a casa perché sanno dove abita. Si trascina per il quartiere fino a quando prende un tram che la porta in periferia. Lì, stanca e disperata, viene aiutata da un giovane contadino che la porta a casa, dove la madre si prende cura della ragazza che, fino a quel momento, non ha mai conosciuto un momento di solidarietà e di pace. Accolta in famiglia, Ruth si lega al suo giovane salvatore e i due si fidanzano. Un giorno, l'ufficiale Quinn, il poliziotto che doveva arrestarla, si prende un giorno di vacanza, recandosi a pescare nel torrente che costeggia la fattoria dove ora vive Ruth. Lui, al vederla, la riconosce e sta per compiere il suo dovere, arrestandola. Ma la dolcezza e l'innocenza che trasmette la ragazza lo fanno ritornare sulla sua decisione e decide di lasciarla libera.

## Produzione
Prodotto dalla Biograph Company, il film fu girato a Westerfield nel Connecticut.

## Distribuzione
Distribuito dalla Biograph Company, il film - un cortometraggio in una bobina - uscì nelle sale cinematografiche statunitensi il 6 giugno 1910. Copia del film viene conservata negli archivi della Library of Congress. Nel 2007, è uscito negli Stati Uniti, distribuito dalla Grapevine Video, in un'antologia dal titolo D.W. Griffith, Director - Volume 5  (1909-1910)